# Елизавета Кристина Брауншвейгская
Елизаве́та Кристи́на Брауншве́йгская (нем. Elisabeth Christine von Braunschweig, 8 ноября 1715, Вольфенбюттель — 13 января 1797, дворец Шёнхаузен под Берлином) — королева Пруссии, супруга Фридриха Великого.

## Родословная
Супруга прусского короля Фридриха II, старшая дочь Фердинанда Альбрехта II, герцога Брауншвейг-Люнебург-Вольфенбюттельского и Антуанетты Амалии Брауншвейг-Вольфенбюттельской (всего в семье было 15 детей).
Родной брат Елизаветы Кристины — Антон Ульрих, с 1739 г. супруг Анны Леопольдовны, двоюродная сестра — Мария Терезия.

## Брак и взаимоотношения  с супругом
10 марта 1732 года в Берлине Елизавета Кристина была обручена с наследным принцем Пруссии, будущим королём Фридрихом II. Брак кронпринца с Елизаветой Кристиной был инициативой короля Фридриха Вильгельма I – в противовес «английской партии» его супруги Софии Доротеи Ганноверской, которая хотела женить наследника на принцессе Амелии Софии Элеоноре, дочери английского короля Георга II.
Свадьба кронпринца и Елизаветы Кристины состоялась 12 июня 1733 года в замке Зальцдалюм. В брачном контракте от 11 июня 1733 года были определены как финансовые средства, так и состав двора кронпринцессы. Программа свадебных торжеств включала балет, пастораль, в которой кронпринц сам играл на флейте, а также оперы Карла Генриха Грауна и Георга Фридриха Генделя.
Принято считать, что Фридрих не проявлял интереса к жене, однако сам он признавался Эрнсту Кристофу фон Мантейфелю: «Она красива и не может жаловаться, что я её совсем не люблю, одним словом – я, в самом деле, не знаю, почему у нас нет детей». Тем не менее, после смерти своего отца в 1740 году Фридрих жил отдельно от жены.
Существуют различные мнения о характере отношений супругов. Русский писатель Ф. А. Кони утверждал, что между ними была совершенно нормальная супружеская жизнь, несмотря на то что брак оказался бездетным. Немецкий автор Дэвид Фрэйзер предоставляет сразу несколько вариантов из разных источников: от абсолютного презрения к супруге до вполне приязненных отношений. Высказывались также предположения, что Фридрих мог быть гомосексуалистом.
Противоречивый характер отношений между супругами проявлялся, с одной стороны – в уважении, которое Елизавета Кристина проявляла к своему мужу, а с другой – в определённом пренебрежении, с которым с ней обращался Фридрих. В то же время Фридрих заботился о благополучии и здоровье своей жены, что выражается, например, в его словах, обращённых к королевскому врачу: «Я рекомендую вам немедленно посетить королеву и связаться с двумя другими докторами в Берлине. Помните, что это самый дорогой и нужный человек для государства, для бедных и для меня».
Также известно, что он часто дарил жене драгоценные украшения и дорогие подарки,  никогда не стеснял её в материальных средствах и всячески поощрял её занятия благотворительностью. Сохранилась немногочисленная переписка Фридриха II и его супруги. Письма эти содержат формальные комплименты и пожелания здоровья.
Непросто складывались отношения кронпринцессы со свекровью и золовками. Сестра Фридриха, Вильгельмина, (будущая маркграфиня Байрейтская) так писала о Елизавете Кристине: «Она высока ростом, но дурно сложена и дурно держится. Белизна её ослепительна, зато румянец слишком яркий: глаза её бледно-голубые, без всякого выражения и не обещают особенного ума. Рот её мал; черты миловидны, хотя неправильны; всё лицо так невинно-простодушно, что можно подумать с первого взгляда, что головка её принадлежит двенадцатилетнему ребёнку. Белокурые волосы вьются от природы, но вся красота её обезображивается нескладными, почернелыми зубами. Движения её неловки, разговор вял, она затрудняется в выражениях и часто употребляет обороты, по которым надо угадывать, что она хочет сказать».
Неприязнь прусских принцесс вызывала и неряшливость невесты. Гигиена при прусском дворе находилась на недосягаемой для всей остальной Европы высоте, поэтому провинциальная девушка казалась весьма неопрятной.
До 1736 года Елизавета Кристина жила во Дворце Кронпринцев на Унтер-ден-Линден в Берлине (в 1732 году дворец был перестроен и расширен архитектором Филиппом Герлахом). Фридрих же в основном пребывал со своим полком в Руппине и редко появлялся в Берлине.
21 августа 1736 года наследная пара переехала в Райнсберг в замок, который подарил своему сыну Фридрих Вильгельм I. Елизавета Кристина любила это место, она с воодушевлением писала тестю: «Мое пребывание в Райнсберге было настолько приятно, насколько это возможно, ведь я соединилась с самым дорогим, что у меня есть на свете». Даже более чем 40 лет спустя, в разговорах с графом Мирабо, она вспоминала счастливые времена, проведённые ею в Райнсберге. Там кронпринцесса также начала брать уроки рисования у художника Антуана Пэна.

## Королева Пруссии

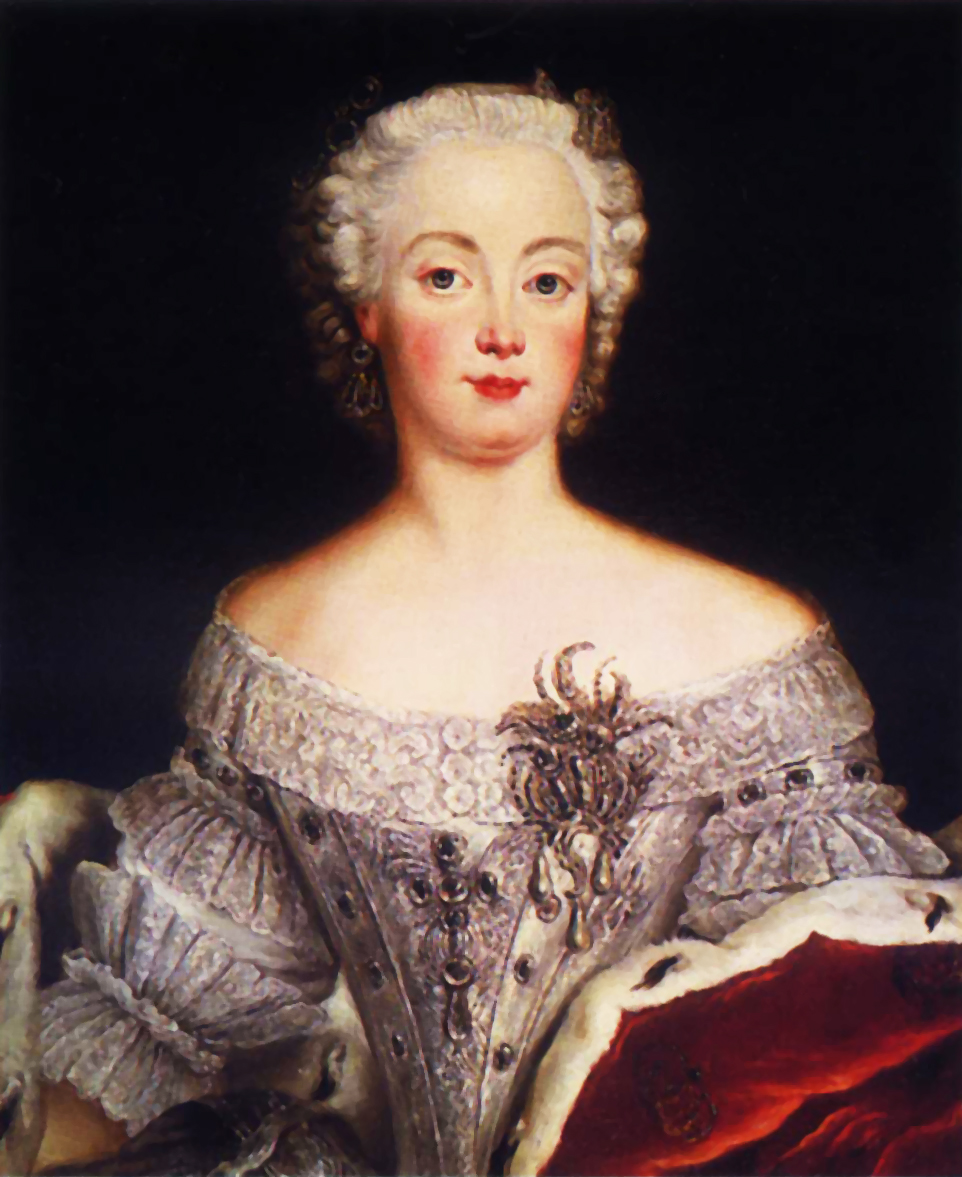
Елизавета Кристина ок. 1740 г., худ. Антуан Пен.

Фридрих II стал королём 1 мая 1740 года. Ещё когда его отец находился на смертном одре, Фридрих распорядился, что Елизавета Кристина как королева-консорт должна уступать  первенство Софии Доротее, которую теперь должны были называть «королевой-матерью». На следующий день Елизавета Кристина получила от мужа письменные указания, предписывающие засвидетельствовать своё почтение «королеве».
Таким образом, Елизавета Кристина первоначально занимала относительно низкое положение при дворе: хотя с точки с точки зрения протокола она, как «действующая» королева-консорт, была выше своей свекрови, фактически София Доротея оставалась главной женщиной в королевской семье вплоть до своей смерти в 1757 году и выполняла львиную долю представительских обязанностей (например, в 1755 году она приняла участие в 120 официальных мероприятиях).
С другой стороны, несмотря на свою склонность к противоречивым ироническим заявлениям, Фридрих II придавал большое значение этикету и соблюдению придворного протокола: так например, во время официальных мероприятий карета королевы Елизаветы следовала сразу за каретой короля, а карета королевы-матери ехала за ней.
В июле 1740 года Елизавета Кристина переехала в Берлинский городской дворец. Её комнаты во дворце на протяжении 46-ти лет составляли «сердце придворной жизни Берлина». В качестве летней резиденции король назначил супруге замок Шёнхаузен недалеко от Берлина. В течение многих лет (за исключением периода Семилетней войны) Елизавета Кристина проводила там летние месяцы. Для круглогодичного проживания Шёнхаузен не подходил, в нём недоставало отапливаемых помещений, и едва хватало места для королевского двора из 80 человек.
Раздельное проживание королевской четы можно объяснить тем, что король не хотел продолжать супружескую жизнь, навязанную ему отцом. Примечательно, что Фридрих, даже после смерти матери в 1757 году, не передал жене в пользование замок Монбижу, несмотря на то что живописное здание на Шпрее было значительно больше и представительнее, чем Шёнхаузен, и ближе к Городскому дворцу. Тем не менее, при Фридрихе II Монбижу в основном пустовал, лишь в 1789 он достался жене его племянника – королеве Фридерике Луизе.
Елизавета Кристина дважды в неделю собирала двор: летом – в Шёнхаузене, а в остальное время года – в просторных помещениях Берлинского городского дворца. Помимо этого ею проводились большие обеды, балы, оперные представления, приёмы послов и семейные торжества для членов королевского дома.
В то же время королева не могла свободно принимать участие в семейных торжествах или государственных политических мероприятиях. Как и все другие члены королевской семьи, она зависела от разрешения короля. Фридрих почти не приглашал жену на мероприятия за пределами Берлина, она редко бывала и в его резиденции в Потсдаме. Не получила она приглашения и на открытие нового крыла дворца Шарлоттенбург летом 1746 года, и на торжества, которые в августе 1749 года король устроил в Сан-Суси в честь своей матери. Когда в 1752 году младшая сестра королевы, Юлиана Мария, выходила замуж за датского короля Фридриха V, Елизавета Кристина даже не стала просить у мужа разрешения присутствовать на свадьбе и осталась в Берлине (сам Фридрих II вёл с Юлианой, как утверждают, «самую дружескую и интимную переписку» и очень её уважал).
В июле 1764 года Елизавете Кристине и её сестре, принцессе Луизе Амалии, пришлось долго ждать официального приглашения на помолвку кронпринца Фридриха Вильгельма. Для обеих женщин эта помолвка была важным событием: жених был сыном Луизы Амалии и племянником Елизаветы Кристины, а невеста – Елизавета Кристина Ульрика Брауншвейг-Вольфенбюттельская – их общей племянницей. Только в последний момент король дал дамам знать, что они могут принять участие в церемонии во дворце Шарлоттенбург.
После смерти свекрови Елизавета Кристина наконец смогла взять на себя роль «первой леди». По убеждению Фридриха, королева, как и другие члены его семьи, должна была участвовать в укреплении власти и авторитета династии. Елизавета представляла королевскую семью и выполняла общественно-церемониальные обязанности в Берлине. Фридрих II поручал жене большую часть представительских функций, которые считал для себя рутиной.
Немецкий историк Теодор Шидер утверждал, что «фактическое исключение Елизаветы Кристины из королевского двора и её изгнание в Шёнхаузен сделало прусский двор двором без королевы». Однако некоторые современные исследователи приходят к выводу что: «по сути, в Пруссии не было двора Фридриха Великого как постоянного, политически значимого центра». Фридрих большую часть времени проводил с армией и в военных походах, так что придворной жизни не хватало скорее Короля, чем Королевы.

## Семилетняя война

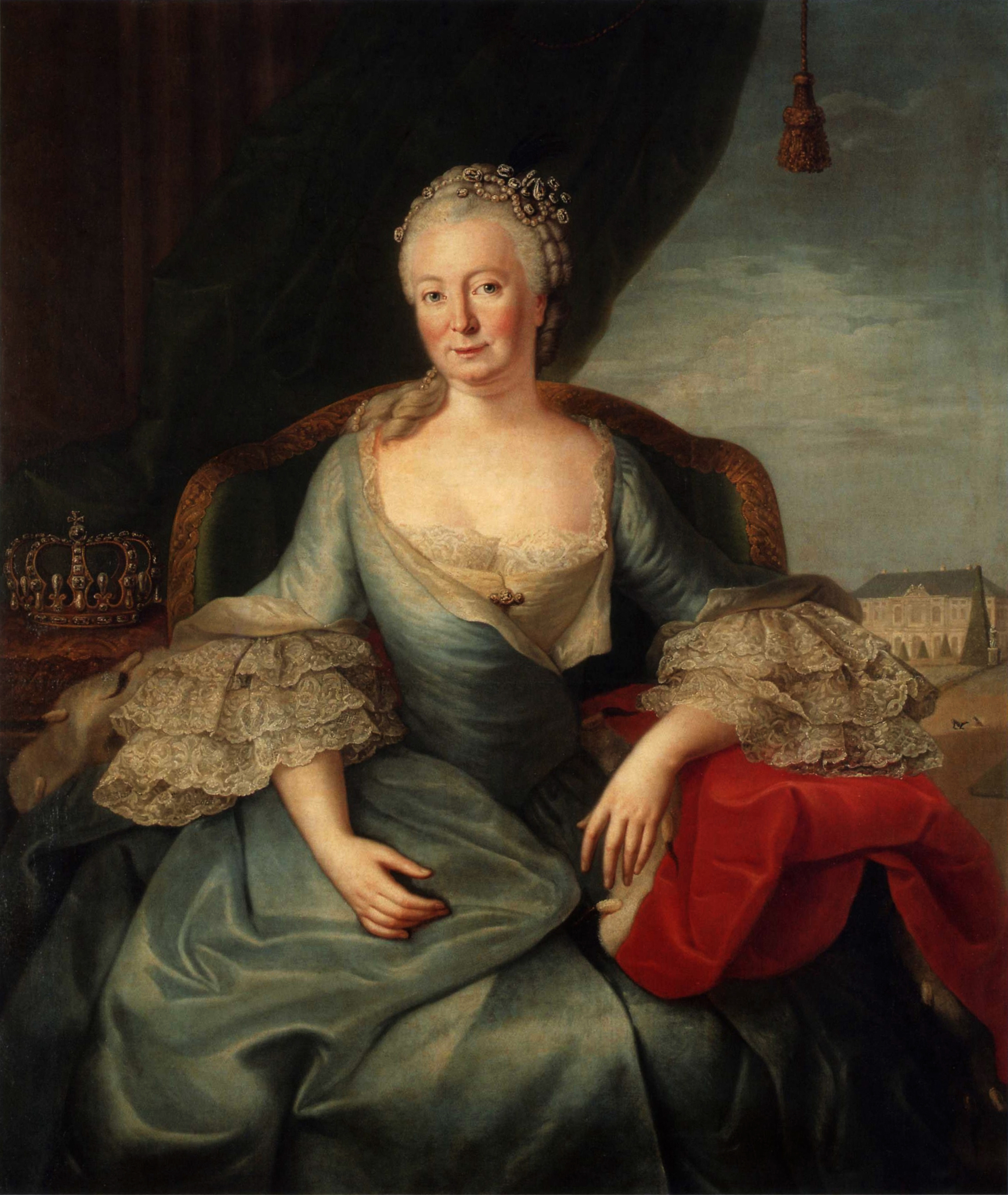
Елизавета Кристина, ок. 1764 г.

Во время Семилетней войны, когда 16 октября 1757 года Берлин оккупировал  австрийский генерал Хадик, королева бежала со своим двором в крепость Шпандау, откуда вернулась в Берлин 18 октября, после ухода австрийцев. По приказу короля 23 октября королева и двор снова бежали, на этот раз – в город-крепость Магдебург. Беженцы прибыли туда 28 октября. По дороге двор миновал Потсдам, и королева впервые в своей жизни увидела Потсдамский городской дворец.
5 января 1758 года она смогла вернуться в Берлин, но через два года ей пришлось снова покинуть город и отправиться в Магдебург, когда русские заняли Берлин и разграбили дворец Шенхаузен. С 26 ноября 1759 года по 18 марта 1760 года двор снова мог проживать в Берлине. Очередное бегство в Магдебург потребовалось, когда к Берлину приблизились  русские войска.
В Магдебурге придворная жизнь, с её балами и приёмами, продолжалась, как в Берлине. До мира и окончательного возвращения в Берлин прошло три года. Лишь в начале февраля 1763 года Фридрих написал жене, что: «она – хозяйка своих желаний, если хочет вернуться в Берлин». Королева немедленно покинула Магдебург и прибыла в столицу, торжественно встреченная горожанами и знатью. 30 марта королевская чета вновь воссоединилась после почти семи лет разлуки. Поприветствовав своих братьев, Генриха и Фердинанда, а также ожидавших его дипломатов, король отправился в покои королевы. Согласно записям графа Лендорфа, Фридрих бросил жене лишь одну фразу: «Мадам стала более тучной», а затем обратился к ожидающим его сёстрам.
После завершения Семилетней войны роль королевы значительно возросла: она участвовала во множестве публичных мероприятий, в то время как король появлялся на публике всё реже и в последние годы своей жизни почти не занимался представительскими обязанностями. 
После разрушения, причинённого оккупационными войсками замку Шёнхаузен, Елизавета Кристина перестроила и расширила свою летнюю резиденцию. Она много занималась литературой, и даже написала несколько морализаторских произведений на французском языке.

## Вдовство и последние годы

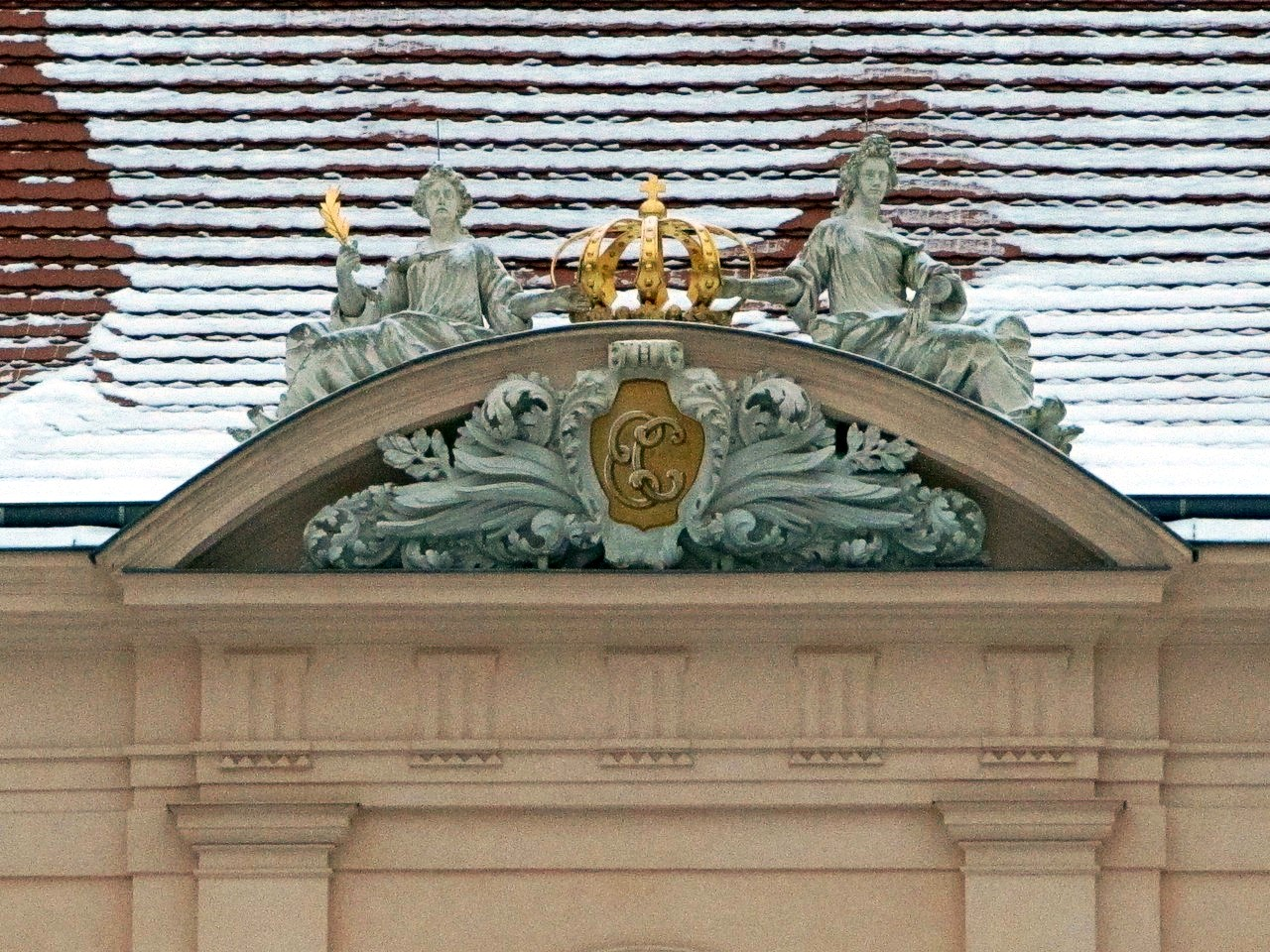
Вензель с инициалами Елизаветы Кристины в замке Шёнхаузен, 2009 г.

В июне 1783 года браку Фридриха и Елизаветы Кристины исполнилось 50 лет. Однако «золотая свадьба» официально не отмечалась, и королевская семья не собиралась по этому случаю. В последние годы королеве пришлось пережить похороны многих родственников. Особенно её потрясла смерть сестры, Луизы Амалии, 13 января 1780 года. У сестёр были очень близкие отношения, не в последнюю очередь из-за их схожей судьбы и непростых отношений с мужьями.
В последний раз Елизавета Кристина увиделась с Фридрихом 18 января 1785 года в Берлине по случаю празднования дня рождения принца Генриха. 17 августа 1786 года королеве сообщили о смерти мужа.
В своем завещании от 1769 года, которое можно рассматривать как выражение уважения и признания «верности и безупречного поведения» королевы, Фридрих приказал увеличить её финансовое содержание и просил своего преемника предоставить его вдове подходящие комнаты в Городском дворце. Фридрих Вильгельм II оставил своей тёте также и дворец Шёнхаузен.
Обязанности королевы-консорта, которые Елизавета Кристина преданно выполняла в течение 46 лет, перешли к новой королеве. Однако она не отказалась полностью от общественной жизни, но продолжала выполнять представительские обязанности. Новый король часто навещал свою тётю и поддерживал с ней в хорошие отношения.
Елизавета Кристина умерла в Берлинском дворце в 1797 году и была похоронена в крипте Берлинского собора. Её гроб был разрушен во время авианалёта в 1944 году, когда обрушился купол собора и был пробит потолок склепа. Её останки считались кремированными, но в 2017 году, во время реставрационных работ в склепе, был обнаружен небольшой цинковый гроб с остатками костей. Считается, что среди них могли быть и останки королевы Елизаветы Кристины.